# Доњи Вијачани
Доњи Вијачани су насељено мјесто у општини Прњавор, Република Српска, БиХ. Према попису становништва из 1991. у насељу је живјело 1.700 становника.

## Географија
Доњи Вијачани су смјештени на путу Прњавор — Челинац и заузимају јужни дио општине Прњавор. Дио села је на обронцима планине Љубић. Највећи дио језера којим се град Прњавор снабдијева водом налази се у Доњим Вијачанима. Кроз село протиче ријека Вијака, а мањим дијелом протиче и ријека Укрина. Због великог територијалног пространства село је подијељено на пет засеока: Тополова, Грич, Бријежани, Прерадовићи и Радомировићи.

## Историја
Раније је постојало једно село Вијачани, које је 1951. године подијељено на Доње и Горње. До те подјеле Вијачани су били општина у саставу среза прњаворског. У селу је постојала Српска православна црква брвнара, а 1889. године саграђена је црква која и данас постоји. Ова црква спада у ред највећих и најљепших цркви у бањалучкој епархији (СПЦ). Од 1931. године у Вијачанима постоји четвероразредна школа, која је 1961. године прерасла у осморазредну основну школу. На дан 8. 10. 1941. године у Вијачанима је дигнут устанак против фашизма за подручје сјеверне Босне. У Другом свјетском рату Вијачани су дали два народна хероја, Вида Њежића и Новака Пивашевића. Своју оданост слободи Вијачани су потврдили и у Отаџбинском рату 1991. када је у овом мјесту формирана Прњаворска лака пјешадијска бригада. У овом рату за Републику Српску 28 бораца из Доњих Вијачана је дало животе. У селу је извршена електрификација 1969. године, вода је стигла 1984. а асфалтни пут (Прњавор — Челинац) 2001. године. У Вијачанима телефон је уведен 1947, а у домаћинства 1993. године. Пошта постоји од 1970, а поштански број је 78432.

## Становништво
У Доњим Вијачанима живи српско становништво, више од 99%. По последњем попису у Доњим Вијачанима живјело је 1.700 становника, мада је последњих година број становника нешто мањи. Нема неписменог становништва. Најчешће славе су Јовандан, Свети Трифун, Ђурђевдан, Свети Илија, Свети Архангел, Никољдан, али и друге славе.
| Националност       | 1991. | 1981. | 1971. | 1961. |
| Срби               | 1.637 | 2.023 | 2.252 | 2.301 |
| Хрвати             | 30    | 4     | 2     | 2     |
| Југословени        | 22    | 26    |       |       |
| Црногорци          |       | 3     | 6     |       |
| Муслимани          |       | 2     |       |       |
| Мађари             |       | 1     |       |       |
| остали и непознато | 11    | 4     | 8     | 2     |
| Укупно             | 1.700 | 2.063 | 2.268 | 2.305 |

| Демографија | Демографија | Демографија |
| Година      | Становника  | Становника  |
| ----------- | ----------- | ----------- |
| 1961.       | 2.305       |             |
| 1971.       | 2.268       |             |
| 1981.       | 2.063       |             |
| 1991.       | 1.692       |             |